# Rördrom
Rördrom (Botaurus stellaris) är en fågel som tillhör familjen hägrar och förekommer i Palearktis och södra Afrika. Fågeln håller sig ofta dold i vassbestånd i våtmarker. Den känns främst känns igen på sitt vittljudande dovt tutande läte. När den hotas, då står den helt still och riktar näbben rakt upp, varvid dess spräckliga fjäderdräkt gör att den blir svår att upptäcka.

## Utseende och läte
Rördrommen är en stor och satt fågel som adult mäter 69–81 centimeter och har ett vingspann på 100–130 centimeter och är bara något mindre än gråhägern. Könen är lika men hanen är större. Dess fjäderdräkt är spräcklig i gult, rostbrunt och svart. Näbben och fötterna är gröngula. I flykten påminner den snarast om en rovfågel eller uggla med sina breda vingar. Dock ser den framtung ut i flykten, dess fötter spretar ut bakom den, och man kan lägga märke till dess jämnmörka ovansida.

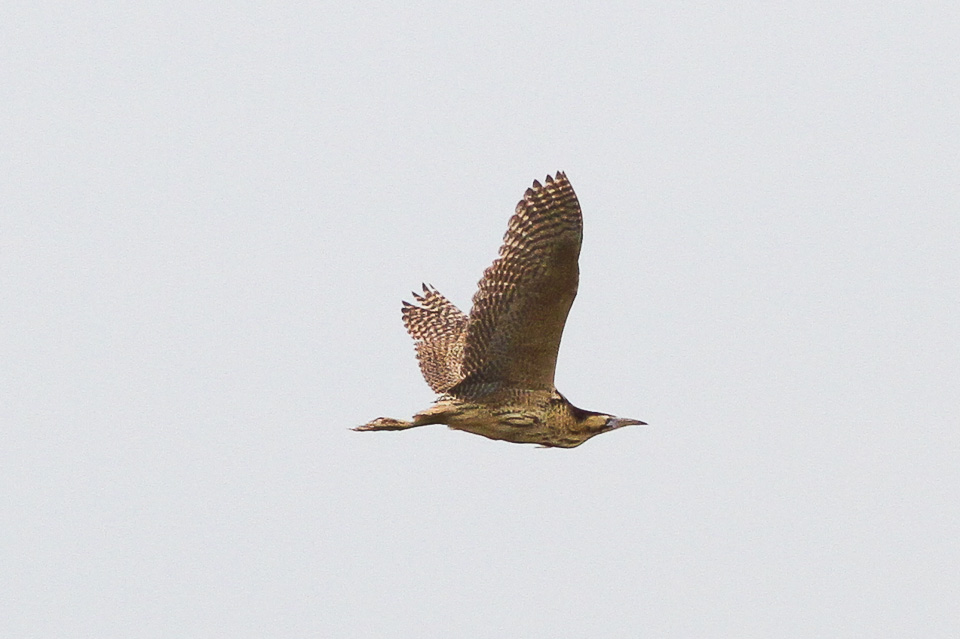
Rördrom i flykten.

Rördrommen har ett karakteristiskt dovt tutande läte som påminner om det ljud som uppstår när man blåser över mynningen på en tomflaska. Lätet är starkt och kan höras på långt avstånd, ibland mer än fem kilometer.

## Utbredning och systematik
Rördrommen är spridd över de tempererade delarna av Europa, Asien och Afrika, och är vanligare i östra Europa och Asien. Den nordligt häckande populationen är flyttfåglar som i september-november flyttar till sydligare delar av Europa. Dock är den härdig och vissa individer drar sig bara undan isen och kan övervintra i exempelvis de södra delarna av Sverige. Den sydligare delen av populationen är stannfåglar.
Rördrommen delas ofta upp i två underarter med följande utbredning:
- vanlig rördrom[5] Botaurus stellaris stellaris – den palearktiska delen av världspopulationen
- Botaurus stellaris capensis (Schlegel 1863, ibland kallad "afrikansk rördrom") – förekommer i södra Afrika

### Förekomst i Sverige
I Sverige häckar den ganska sällsynt på spridda ställen, mest i de södra och mellersta delarna av landet. Den tätaste koncentrationen finns i det mellansvenska slättsjöområdet, bland annat vid fågelsjön Tåkern.

## Ekologi
Rördromen förekommer i våtmarker och håller sig oftast dold i tät vass och den är mest aktiv om natten. Vid hotande fara ställer den sig orörlig med indragen hals och näbben riktad rakt upp i så kallad pålställning. I denna ställning är fågeln mycket svår att upptäcka, då den spräckliga dräkten erbjuder bra kamouflage. Födan utgörs främst av fisk och grodor. 

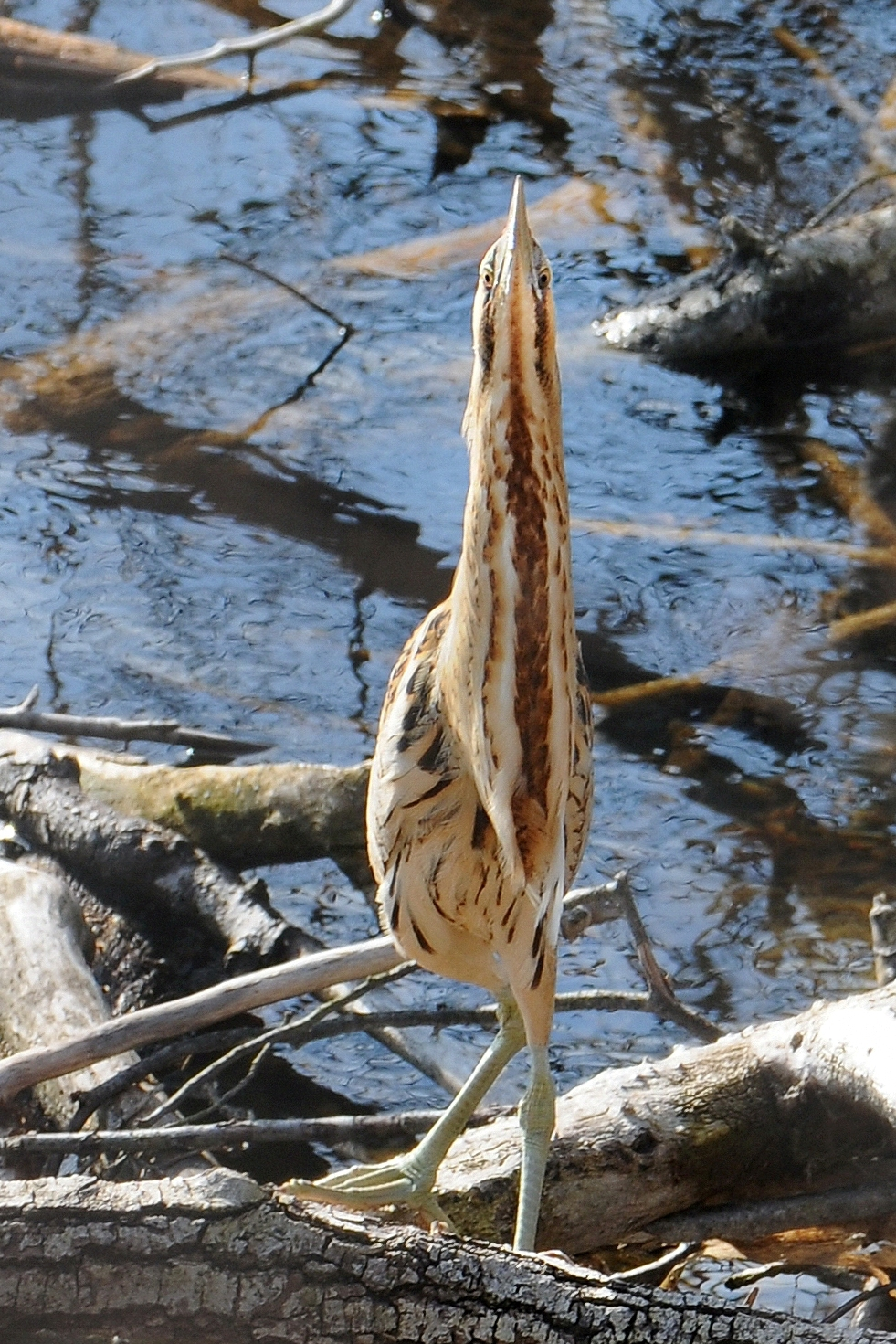
Rördrom i så kallad pålställning.

### Häckning
Rördrommen bygger sitt bo bland tät bladvass (Phragmites). Den blir könsmogen efter ett år. Den bygger sitt plattformsliknande bo direkt på marken och lägger en kull med vanligtvis fyra till fem grågröna ägg. Honan ruvar äggen i genomsnitt 25–26 dygn. Det råder fortfarande osäkerhet huruvida båda föräldrarna tar hand om ungarna som är flygga efter i genomsnitt 50–55 dygn. Hanen kan ha flera honor.

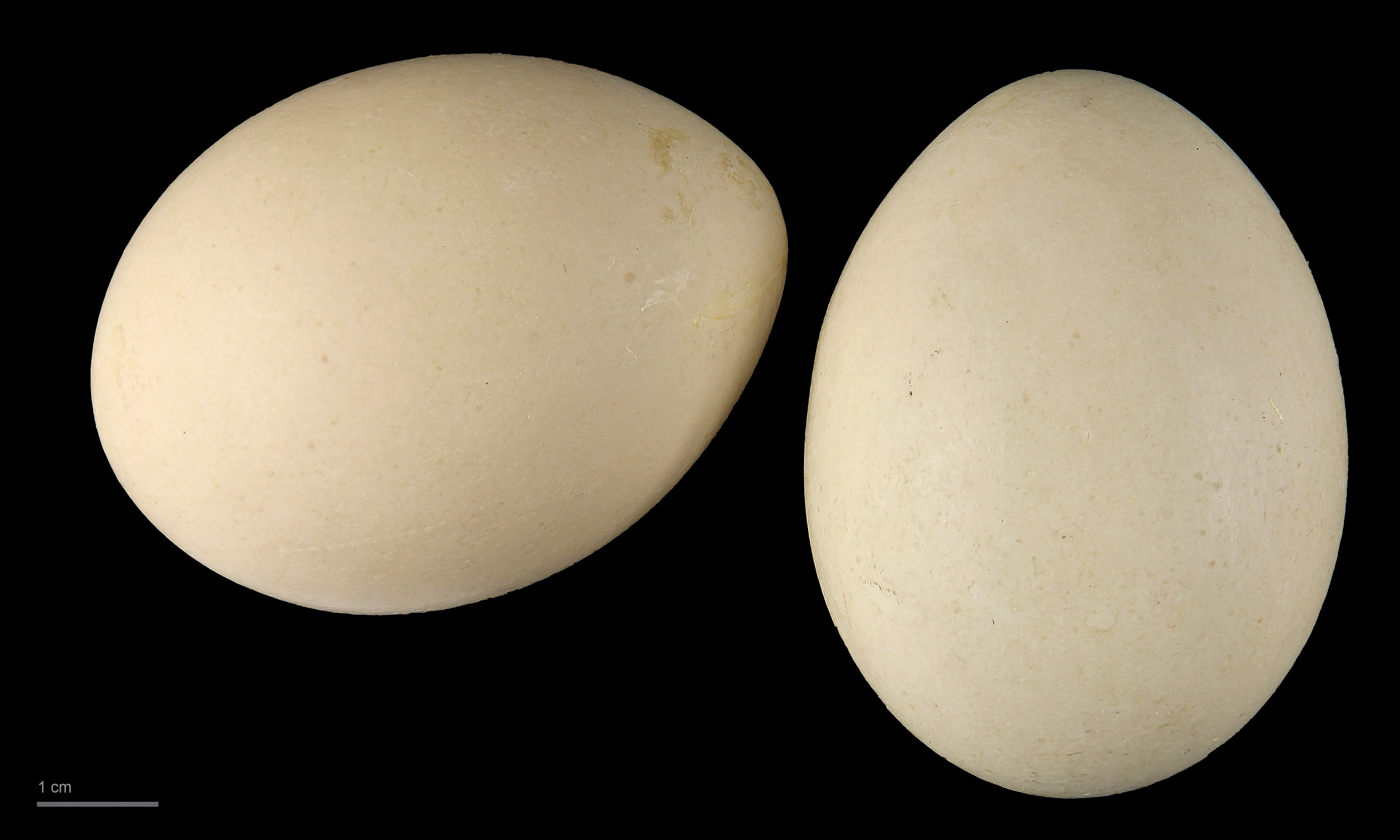
Rördrommens ägg.

## Rördrommen och människan

### Status och hot
Tidigare har rördrommen jagats under flyttningen, men den är numera fridlyst i flera länder. Man uppskattar att det 2007 fanns 34 000–54 000 par i Europa och av dessa häckar 13 000–25 000 i Ryssland. Den tros ha ökat i antal i länderna runt Östersjön med undantag av Tyskland och Estland, men minskar på många håll i västra och centrala Europa.

#### Status i Sverige
Rördrom har länge häckat i många delar av Sverige. Bland annat skrev Johan Fischerström 1785, i Utkast til beskrifning om Mälaren, att jakt med hundar på rördrom var populär efter Mälarstränderna. Sedan minskade den kraftigt under 1800-talet och försvann nästan helt som häckfågel omkring 1855. Några år runt första världskriget återkom rördrommen till några av Närkes sjöar samt till några platser i Sörmland och Uppland, men försvann sedan åter. Vid mitten av 1920-talet hade den åter börjat häcka i landet och 1926 fridlystes den. Den återhämtade sig sedan långsamt, återkom 1943 till Uppland och 1946 till Östergötland. Under de senaste decennierna har beståndet ökat markant. Vid riksinventeringen år 2000 räknade man omkring 650 spelande hanar i hela Sverige vilket var dubbelt så många som den föregående riksinventeringen 1979 och tre gånger så många som under den första inventeringen 1969. I Artdatabankens rödlista från 2020 kategoriseras den som nära hotad (NT).

#### Status i Storbritannien
Man uppskattar att det 2007 fanns ett 50-tal häckande par i Storbritannien.

### Namn
Det vetenskapliga namnet Botaurus är latin för "rördrom". Det härstammar ifrån Plinius d.ä. som liknade rördrommens läte med en råmande tjur. Latinets boo betyder "skrika" eller "ryta" och taurus betyder "tjur".
Äldre trivialnamn på rördrommen är träskoxe, myroxe, sjöuv och rördrum. "Drom" eller "drum" i namnet anses härledas från fågelns dova läte.

### Folktro
Rördrommens kraftiga läte har alltid väckt uppmärksamhet och gett den en speciell plats inom folktron.
Carl von Linné berättar år 1748 att rördrommens läte av bönderna ansågs vara gastar.[källa behövs] Han påstod vidare att om rördrommen sköts, men överlevde, skulle den flyga rakt upp i luften tills den inte orkade mer, och då falla tillbaka till samma plats varifrån den kommit.[källa behövs] Och han skall ha påstått att rördrommens läte kom av att de blåste i vassrören. Man har även trott att det blir regn om man hör rördrommen ropa mer än vanligt och i Tyskland har det sagts att det blir om god skörd om man hör rördrommen tidigt på våren. I delar av England har dess läte istället varslat om döden. Inom medeltida medicin användes rördromsblod mot gikt.